# Borantxi
Borantxi (en rus: Боранчи) és un poble de la república del Daguestan, a Rússia. Segons el cens del 2010 tenia 545 habitants.